# Prám z trámů
„Prám z trámů“ je první singl brněnské rockové skupiny Barnodaj, která později používala název Progres 2. Singl byl vydán v roce 1978 (viz 1978 v hudbě).
Singl „Prám z trámů“ pochází z alba Barnodaje Mauglí, které vyšlo ve stejném roce jako singl. Ten obsahuje dvě písně z této desky. Na A straně se nachází jediná skladba klávesisty Jana Sochora na albu, „Prám z trámů“. B stranu singlu zabírá titulní píseň „Mauglí“ od kytaristy Pavla Váněho. K oběma skladbám napsal text básník Pavel Kopta a obě se nijak neliší od verzí, které byly vydány na LP.

## Seznam skladeb
1. „Prám z trámů“ (Sochor/Kopta) – 3:00
2. „Mauglí“ (Váně/Kopta) – 3:55

## Obsazení
- Barnodaj
  - Pavel Váně – elektrická kytara (2), akustická kytara (2), vokály (1, 2), zpěv (2)
  - Pavel Pelc – baskytara (2), vokály (1, 2)
  - Jan Sochor – piano (1), moog (1), smyčcový syntezátor Rolland (1), varhany (2), vokály (1, 2), zpěv (1)
  - Zdeněk Kluka – bicí (1, 2), harmonika (2), steel kytara (2), vokály (1)